# Cnephasia sedana
Cnephasia sedana es una especie de polilla perteneciente al género Cnephasia, categorizada en la tribu Cnephasiini, de la subfamilia Tortricinae.

## Distribución
Se distribuye por Francia.

## Taxonomía
Fue descrita por Constant en 1884 y publicada por primera vez en (Sciaphila), Annls Soc. ent. Fr. (6) 4: 221.